# Hugo Lapalus
Hugo Lapalus, född 9 juli 1998 i Annecy, är en fransk längdåkare. Vid juniorvärldsmästerskapen i Vuokatti 2021 vann han guld på 15 km i fristil. Lapalus ingick också i det franska lag som tog brons vid världsmästerskapen i Oberstdorf 2021.
Lapalus gjorde debut i världscupen på 15 km med individuell start i fristil den 17 mars 2019 i Falun där han slutade på 46:e plats. Säsongen 2019/2020 blev han bästa åkare i U23-klassen.

## Resultat

### Världsmästerskap
| Tävling         | 15 km | Skiathlon | 50 km | Sprint | Stafett | Lagsprint |
| --------------- | ----- | --------- | ----- | ------ | ------- | --------- |
| Oberstdorf 2021 | 21:a  | DNF       |       | —      | Brons   | —         |